# Stade Carlos-Ugalde-Álvarez
 (mars 2025).
Le stade Carlos-Ugalde-Álvarez est un stade multifonction situé à Ciudad Quesada au Costa Rica. 
Le plus souvent utilisé pour le football, ce stade a une capacité de 13 000 places et accueille les matchs à domicile de l'Asociacion Deportiva San Carlos.